# 国鉄タキ24100形貨車
国鉄タキ24100形貨車（こくてつタキ24100がたかしゃ）は、1973年（昭和48年）に製作された、軽質ナフサ専用の 35 t 積 貨車（タンク車）である。
私有貨車として製作され、日本国有鉄道（国鉄）に車籍編入された。1987年（昭和62年）4月の国鉄分割民営化後は日本貨物鉄道（JR貨物）に車籍を承継された。

## 概要
タキ24100形は、1973年（昭和48年）1月7日に、日本車輌製造にて全車16両（タキ24100 - タキ24115）が製作された。
落成当時の所有者は、日本石油の1社のみであった。
1979年（昭和54年）10月より化成品分類番号「燃32」（燃焼性の物質、引火性液体、危険性度合1（大））が標記された。
1981年（昭和56年）11月9日に全車16両が日本石油輸送へ名義変更した。
常備駅は落成時より一貫して本輪西駅であった。晩年には、本籍は変わらず本州で運用された車も存在した。
タキ17000形の派生形式であり、1ロットの製造のみのため形態の変化のない形式である。キセ（外板）付き、ドーム無しタンク車であり、荷役方式はマンホールより上入れ、吐出管による下出し式である。
積荷の軽質ナフサは、低比重 (0.64) のため本形式のタンク容積 (54.6m3) は、日本のキセ（外板）付きタンク貨車の中で最大容積であった。
塗色は、黒であり、全長は14,330mm、全幅は2,720mm、全高は3,859mm、台車中心間距離は10,130mm、自重は18.8t、換算両数は積車5.5、空車1.8、最高運転速度は75km/h、台車は12t車軸を使用したTR41Eである。
最後まで在籍した15両が2001年（平成13年）度に廃車になり形式消滅した。